# Rancho Cafetal
Rancho Cafetal är en ort i Mexiko.   Den ligger i kommunen San Juan Bautista Valle Nacional och delstaten Oaxaca, i den sydöstra delen av landet, 300 km sydost om huvudstaden Mexico City. Rancho Cafetal ligger 605 meter över havet och antalet invånare är 180.
Terrängen runt Rancho Cafetal är kuperad åt nordost, men åt sydväst är den bergig. Runt Rancho Cafetal är det ganska glesbefolkat, med 38 invånare per kvadratkilometer. Närmaste större samhälle är San Juan Bautista Valle Nacional, 14,3 km söder om Rancho Cafetal. I omgivningarna runt Rancho Cafetal växer i huvudsak städsegrön lövskog.